# Свободное (Амвросиевский район)
Свободное (укр. Свободне) — посёлок в Амвросиевском районе Донецкой области Украины. Находится под контролем самопровозглашённой Донецкой Народной Республики.

## География
В Донецкой области имеется ещё 2 одноимённых населённых пункта, в том числе село Свободное в Тельмановском районе.

#### Соседние населённые пункты по странам света
С: Зеркальное, Червоносельское
СЗ: Володарского
СВ: Кутейниково, Металлист
З: Осыково
В: Войковский
ЮЗ: Клёновка, Петренки, Строитель, Шевченко
ЮВ: —
Ю: Мережки

## Население
Население по переписи 2001 года составляло 110 человек.

## Общая информация
Почтовый индекс — 87324. Телефонный код — 6259. Код КОАТУУ — 1420684509.

## Местный совет
87324, Донецкая область, Амвросиевский район, пос. Клёновка, ул. Ленина, 8